# أكسل توني
أكسل توني (بالفرنسية: Axel Tony)‏ هو مغني فرنسي، ولد في 12 أبريل 1984 في كولومب في فرنسا.

## وصلات خارجية
- الموقع الرسمي
- أكسل توني على موقع ميوزك برينز (الإنجليزية)
- أكسل توني على موقع ديسكوغز (الإنجليزية)